# Tropidozoum burrowsi
Tropidozoum burrowsi is een mosdiertjessoort uit de familie van de Euthyrisellidae. De wetenschappelijke naam van de soort is voor het eerst geldig gepubliceerd in 1981 door Cook & Chimonides.